# NGC 1740
NGC 1740 este o galaxie lenticulară situată în constelația Orion. A fost descoperită în 11 februarie 1830 de către John Herschel. Se află la o distanță de 52 de megaparseci de Pământ.